# زبان کریول آییسینی
زبان کِریول آییسیِنی (Kreyòl ayisyen) زبان رسمی هائیتی است که حدود ۱۲ میلیون تن گویشور دارد.